# Grand Prix van Nîmes 1947
De Grand Prix van Nîmes 1947 was een autorace die werd gehouden op 1 juni 1947 op het Nîmes-Courbessac in Nîmes.

## Uitslag
| Positie | No | Rijder                    | Team        | Ronden | Tijd/Opgave    |
| ------- | -- | ------------------------- | ----------- | ------ | -------------- |
| 1       | 52 | Luigi Villoresi           | Maserati    | 70     | 3:39.59.4      |
| 2       | 38 | Louis Chiron              | Talbot-Lago | 70     | + 1:08.0       |
| 3       | 37 | Reg Parnell               | Maserati    | 69     | + 1 ronde      |
| 4       | 35 | Raymond Mays              | ERA         | 69     | + 1 ronde      |
| 5       | 46 | Charles Pozzi             | Delahaye    | 66     | + 4 ronden     |
| 6       | 36 | Yves Giraud-Cabantous     | Delahaye    | 66     | + 4 ronden     |
| 7       | 51 | Enrico Platé              | Maserati    | 65     | + 5 ronden     |
| 8       | 39 | Fred Ashmore              | ERA         | 64     | + 6 ronden     |
| 9       | 34 | "Raph"                    | Maserati    | 63     | + 7 ronden     |
| 10      | 31 | Edmond Mouche José Scaron | Talbot-Lago | 63     | + 7 ronden     |
| 11      | 44 | Henri Trillaud            | Delahaye    | 63     | + 7 ronden     |
| 12      | 42 | Pierre Meyrat             | Delahaye    | 57     | + 13 ronden    |
| DNF     | 30 | Philippe Étancelin        | Delage      | 54     | Stroomverdeler |
| DNF     | 55 | Raymond Sommer            | Maserati    | 46     | Motor          |
| DNF     | 41 | Birabongse Bhanubandh     | Maserati    | 40     |                |
| DNF     | 33 | Jean Achard               | Delage      | 2      | Ongeluk        |
| DNF     | 45 | Eugene Martin             | BMW         | 1      | Ongeluk        |
| DNF     | 32 | Maurice Trintignant       | Delage      | 0      |                |
| DNF     | 45 | Louis Decaroli            | Bugatti     | 0      |                |
| DNF     | 57 | François Michaud          | Maserati    | 0      |                |
| DNF     | 58 | Louis Rosier              | Talbot-Lago | 0      |                |
| DNF     | 31 | Henri Louveau             | Delage      | 0      |                |
| DNF     | 54 | Pierre Levegh             | Delahaye    | 0      |                |
| DNF     | 40 | Eugène Chaboud            | Delahaye    | 0      |                |
| DNF     | 43 | Benoît Falchetto          | Bugatti     | 0      |                |
| DNF     | 50 | Marcel Balsa              | Talbot-Lago | 0      |                |